# Vassobia breviflora
Vassobia breviflora är en potatisväxtart som först beskrevs av Otto Sendtner, och fick sitt nu gällande namn av Armando Theodoro Hunziker. Vassobia breviflora ingår i släktet Vassobia och familjen potatisväxter. Inga underarter finns listade i Catalogue of Life.